# Federación Argentina de Deportes para Ciegos
La Federación Argentina de Deportes para Ciegos (FADeC) es una organización federativa de la Argentina, creada en 1988, destinada a organizar, reglamentar y promover el deporte entre las personas con discapacidades visuales. Tiene su sede en Buenos Aires. Está afiliada a  IBSA (International Blind Sports Federation - Federación Internacional de Deportes para Ciegos). Está integrada por 52 instituciones en todo el país.

## Historia
En noviembre de 1991 la FADeC organizó en Buenos Aires, el IV Campeonato y Juegos Deportivos para Ciegos, con la participación de representantes de siete países y apoyo económico del gobierno argentino. En noviembre de 1995 organizó el Primer Campeonato y Juegos Panamericanos para Ciegos, con la asistencia de delegaciones de trece países. En 2000, organizó el XVI Campeonato de Atletismo, el V Campeonato de Fútbol Sala para Ciegos y el V Campeonato Nacional de Torbal.

## Actividad
La FADEC y las asociaciones que la integran organizan campeonatos nacionales de atletismo, natación, torbal, futsal, ciclismo en tándem, ski, equitación y judo.